# Smältpunkt

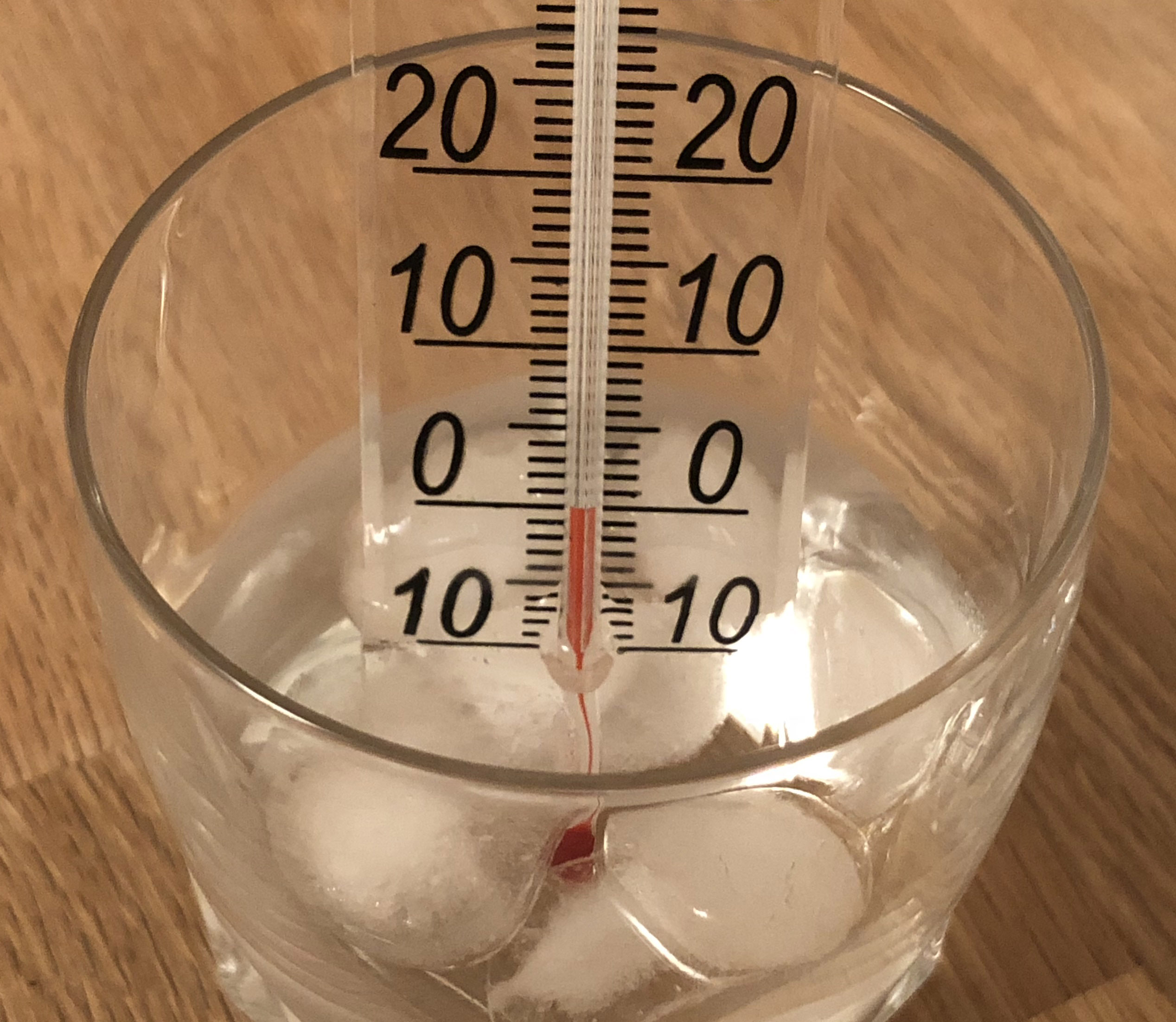
Vattnets smältpunkt.

Smältpunkt eller fryspunkt är den temperatur vid vilken ett ämne övergår från fast till flytande form eller tvärtom. Vid temperaturer under smältpunkten är ämnet fast och över smältpunkten är det flytande. Det går dock åt energi för själva övergången mellan fast och flytande form, se smältvärme.
Exempelvis rent vatten har smältpunkten 0 oC vid standardtryck. Smältpunkten sjunker vid närvaro av lösta ämnen, så kallad fryspunktssänkning, och till exempel saltvatten fryser under 0 oC beroende på salinitet (salthalt).